# Liparis catharus
Liparis catharus är en fiskart som beskrevs av Vogt, 1973. Liparis catharus ingår i släktet Liparis och familjen Liparidae. Inga underarter finns listade i Catalogue of Life.